# Марково Клюй
Марково Клюй  — упразднённая деревня в Ершовской волости Псковского района Псковской области России. Год упразднения неизвестен.

## География
Располагалась в 8 км к северо-западу от Пскова, в 5 км к юго-востоку от волостного центра Ершово.
В 19-20 веке на картах обозначена как Маркова (позднее Марково Клюй), между деревнями Богданово/Богданова и Конечек возле селений Прахнова (затем Прахны/Прохны), Кривовицы.

## История
Кривовицы, соседние Богданова, Пахнова, Маркова Клюй упоминаются на карте Псковского уезда 1838 года
В годы Великой Отечественной войны была под фашистской оккупацией. Бои за освобождение проходили в марте 1944 года.

## Инфраструктура
В соседних Кривовицах сохранилась Церковь Ильи Пророка. (XVI в.; колокольня 1845 г.) Памятник истории и культуры (Постановление Совета Министров РСФСР № 624 от 4 декабря 1974 г.).

## Транспорт
Вблизи автодороги Псков—Гдов.